# Jelena Wladimirowna Kulakowa
Jelena Wladimirowna Kulakowa (russisch Елена Владимировна Кулакова; * 1990 in Sterlitamak) ist eine russische Crosslauf-Sommerbiathletin.
Jelena Kulakowa aus Sterlitamak in der Republik Baschkortostan hatte ihre ersten bedeutenden internationalen Einsätze im Rahmen der Sommerbiathlon-Europameisterschaften 2013 in Haanja. Dort wurde sie im Sprint mit fünf Fehlern Elfte und fiel nach 12 Fehlern im darauf basierenden Verfolgungsrennen auf Rang 14 zurück. Im August 2014 gewann sie in Uwat den russischen Meistertitel im Massenstart, im 5-km-Sprint wurde sie Vierte.